# Wilhelm von Rümann

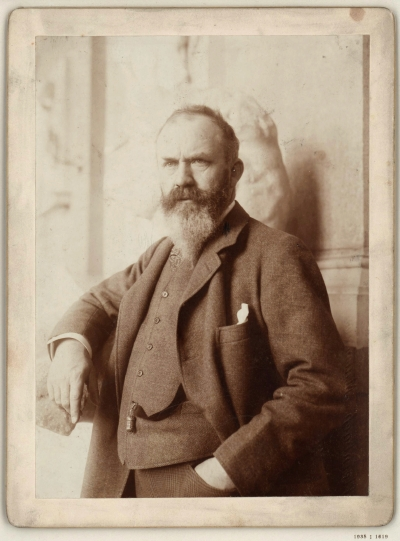
Wilhelm von Rümann

Wilhelm von Rümann (* 11. November 1850 in Hannover; † 6. Februar 1906 in Ajaccio, Korsika) war ein deutscher Bildhauer und Medailleur.

## Leben

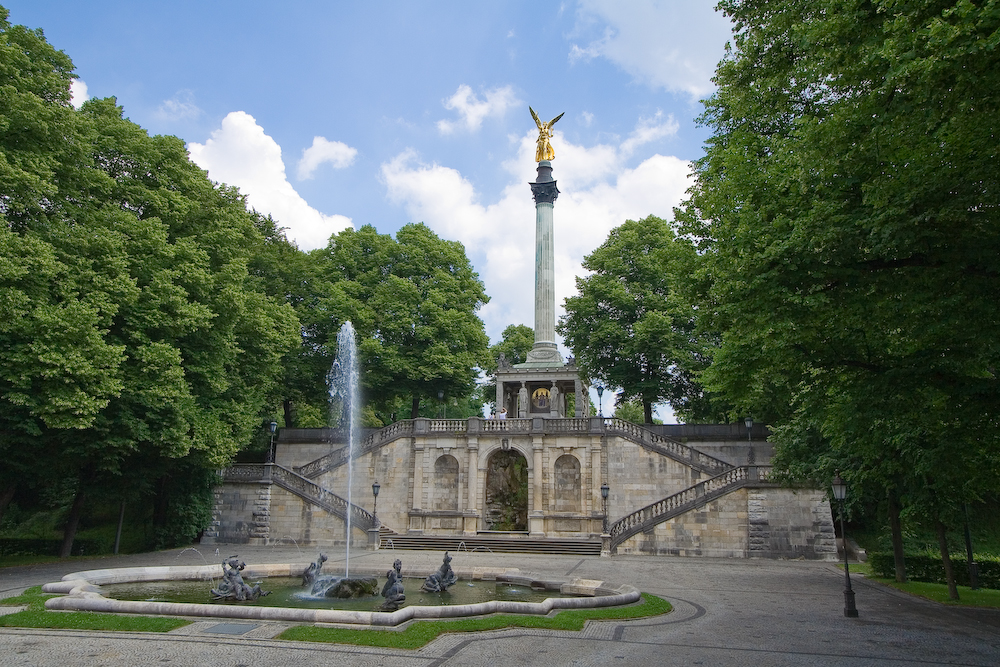
Der Springbrunnen von Rümann unterhalb der Luitpoldterrasse mit Friedensengel

Rümann studierte von 1872 bis 1874 an der Münchner Kunstakademie, danach bis 1880 bei Michael Wagmüller. Ab 1887 lehrte er als Professor an der Kunstakademie München. 1891 wurde er in den Adelsstand erhoben. 1902 erhielt er auf der Großen Berliner Kunstausstellung eine große Goldmedaille.
Neben zahlreichen Grabmälern auf dem Alten Südfriedhof in München schuf er Skulpturen, die noch heute im Stadtbild sichtbar sind: Denkmäler für Georg Simon Ohm (1895, im Hof der Technischen Hochschule), Max von Pettenkofer (1909) und Carl von Effner (1886) am Maximiliansplatz, den Puttenbrunnen am Friedensdenkmal in der Prinzregentenstraße (ursprünglich für Schloss Herrenchiemsee geplant) und die Löwen vor der Feldherrnhalle (1906).
Unter seinen Schülern waren Bernhard Bleeker, Jakob Brüllmann, Hermann Hahn, Jakob Hofmann, Moissey Kogan, Martin Scheible, Georg Schreyögg, Alois Mayer und Eduard Zimmermann.
Sein Grab befindet sich auf dem Münchner Nordfriedhof.

## Werk

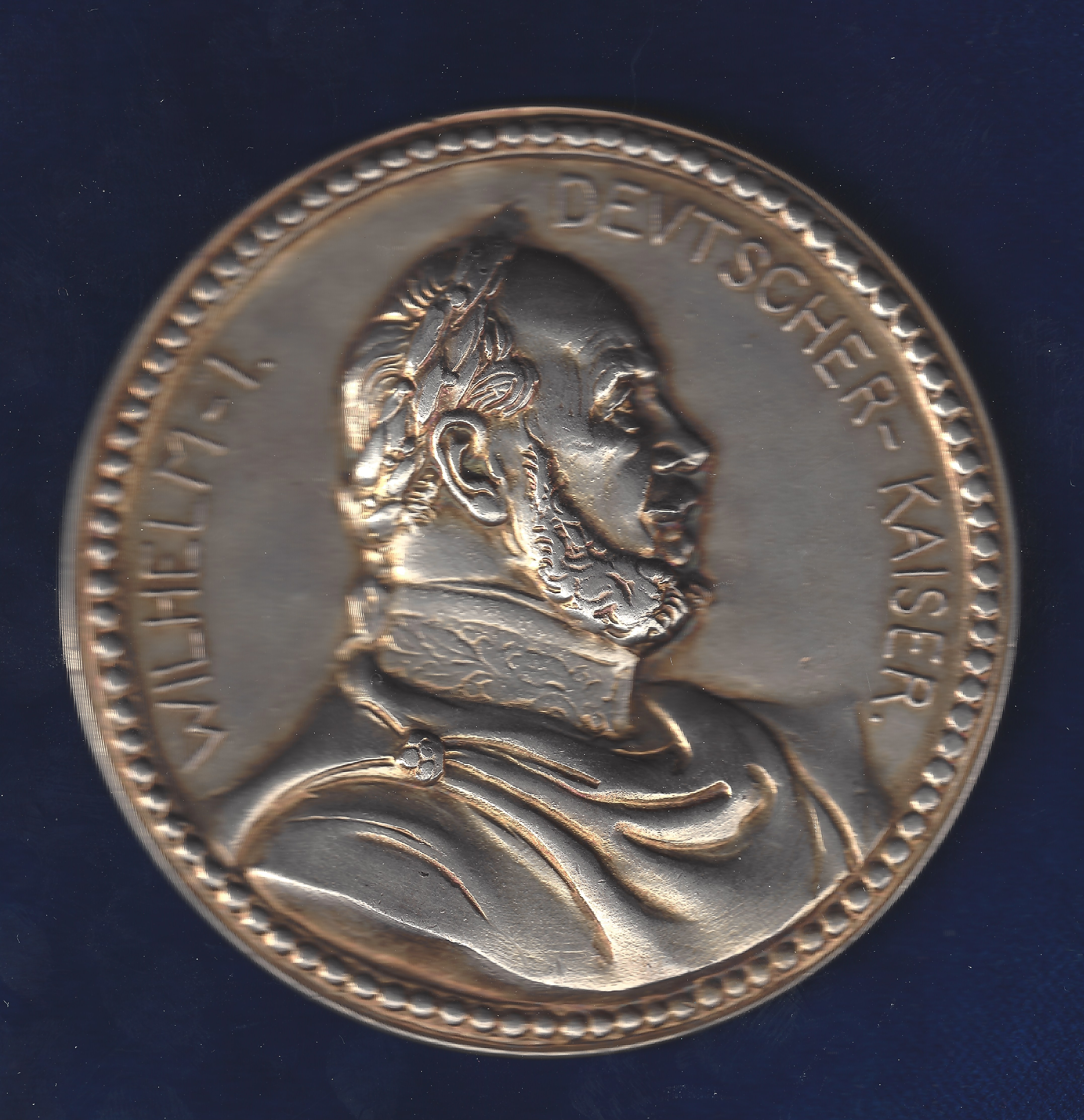
Vorderseite der Jugendstil-Medaille von Ruemann zur Enthüllung des Kaiser-Wilhelm-I.-Denkmals in Nürnberg mit dem belorbeerten Brustbild von Kaiser Wilhelm I.

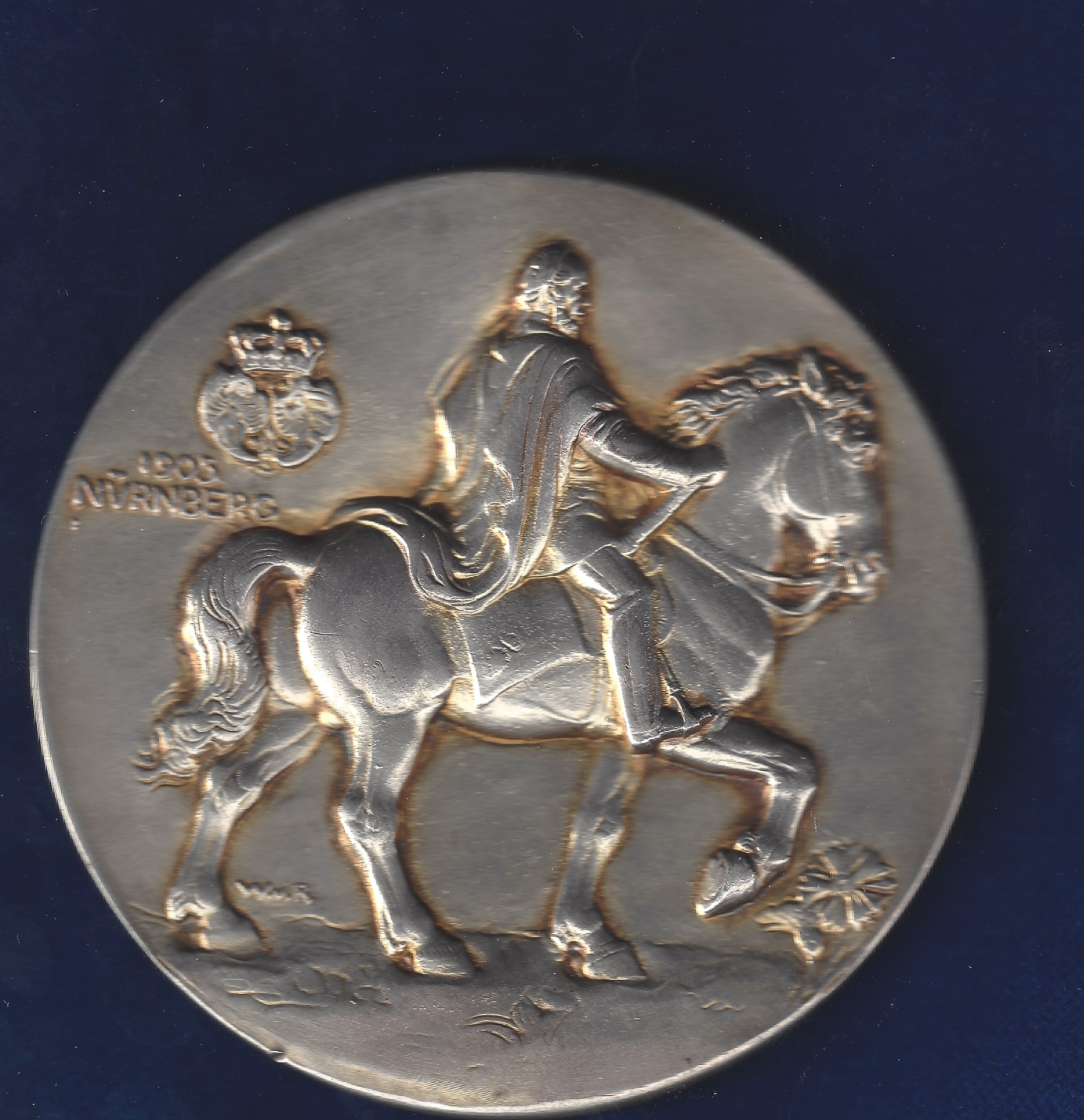
Rückseite dieser Medaille zur Einweihung des Denkmals am 14. Dezember 1905. Diese große Erinnerungsmedaille wurde von der Stadt Nürnberg den fürstlichen Gästen der Denkmalsenthüllung überreicht.

### Öffentliche Denkmäler
- Chemnitz:
  - Denkmal für Kaiser Wilhelm I. (Reiterstandbild), mit Bismarck-Standbild und Moltke-Standbild als flankierende Figuren, auf dem Marktplatz (1899, nach 1945 verschrottet)
- Heilbronn:
  - Denkmal für Robert Mayer (überlebensgroßes Sitzbild), auf dem Marktplatz (1892, erhalten)
  - Denkmal für Kaiser Wilhelm I., ursprünglich vor der alten Harmonie, heute auf dem Alten Friedhof an der Weinsberger Straße (1895, nach Ideen von Ludwig Pfau)
- Landau in der Pfalz
  - Reiterdenkmal des Prinzregenten Luitpold von Bayern, auf dem Marktplatz, 1892 (erhalten)[4]
- Lindau (Bodensee): Lindaviabrunnen, Baudenkmal anlässlich des 20. Krönungstags von König Ludwig II. 1884 eingeweiht
- München:
  - Denkmal für Georg Simon Ohm (1895)
  - Grabfigur der Ludovika Wilhelmine von Bayern
  - mehrere Skulpturen von Prinzregent Luitpold, unter anderem eine im Südwesten der Siedlung Neuhausen
  - Büste der Therese von Bayern (in der Akademie der Wissenschaften)
  - Büste des Sebastian Wilhelm Valentin Bauer im Deutschen Museum
- Nürnberg:
  - Kaiser-Wilhelm-I.-Denkmal (Reiterstandbild), Egidienplatz, vor dem Pellerhaus (1905, erhalten)
  - Denkmal für Prinzregent Luitpold, auf dem Bahnhofsvorplatz (1901, 1934 abgetragen, 1939 eingeschmolzen)
- Schweinfurt:
  - Denkmal für Friedrich Rückert (1890)
- Stuttgart:
  - Zusammen mit Friedrich Ritter von Thiersch: Denkmal für Kaiser Wilhelm I. (Reiterstandbild) (1898), Karlsplatz
- Bad Urach: Bismarck-Büste an der Schloßstraße (erhalten)
- Wœrth (Elsass): Bayerisches Landeskriegerdenkmal für die Gefallenen des Deutsch-Französischen Kriegs 1870/1871 (1889, erhalten)

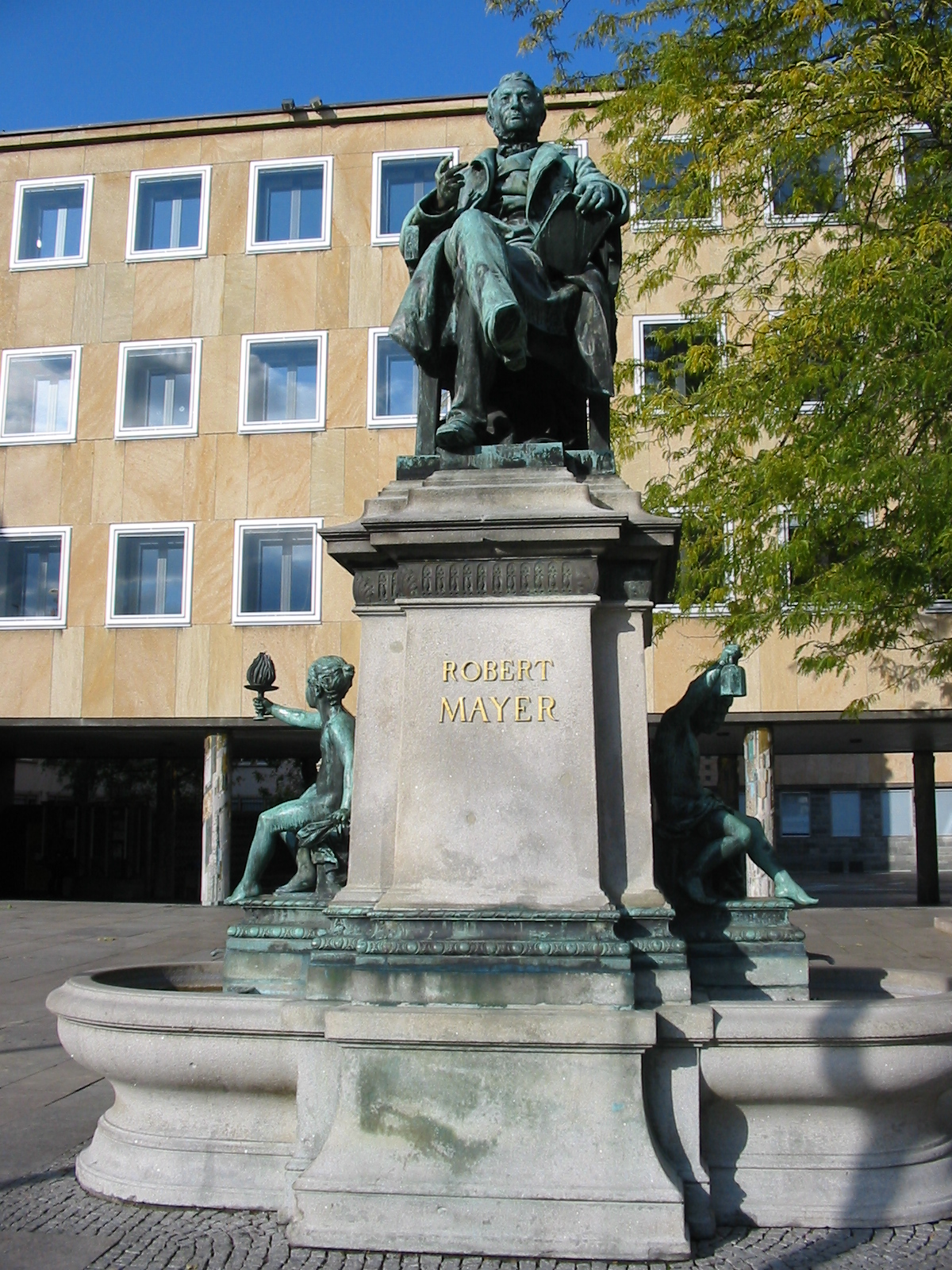
Heilbronn: Robert-Mayer-Denkmal (1892)
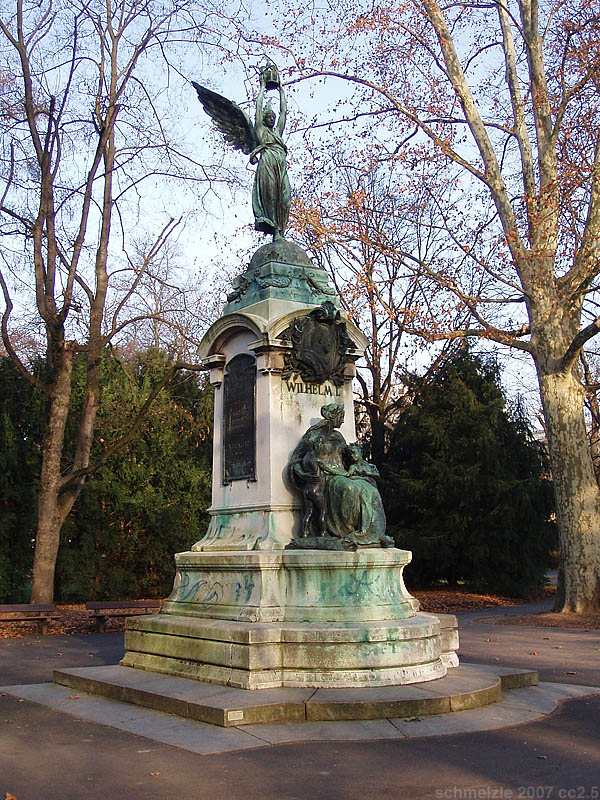
Heilbronn: Kaiser-Wilhelm-Denkmal (1893)
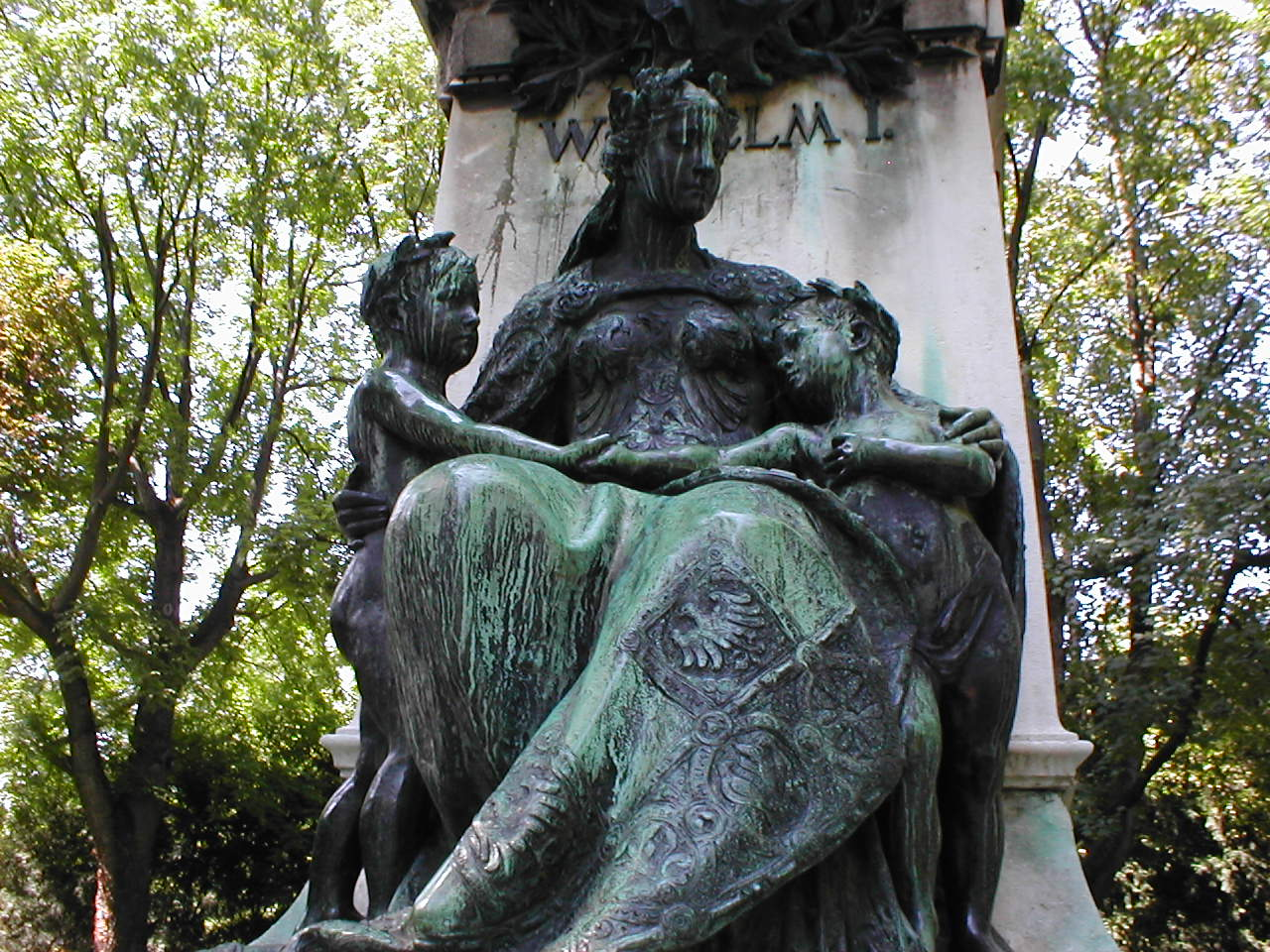
Heilbronn: Detail des Kaiser-Wilhelm-Denkmals (1893)
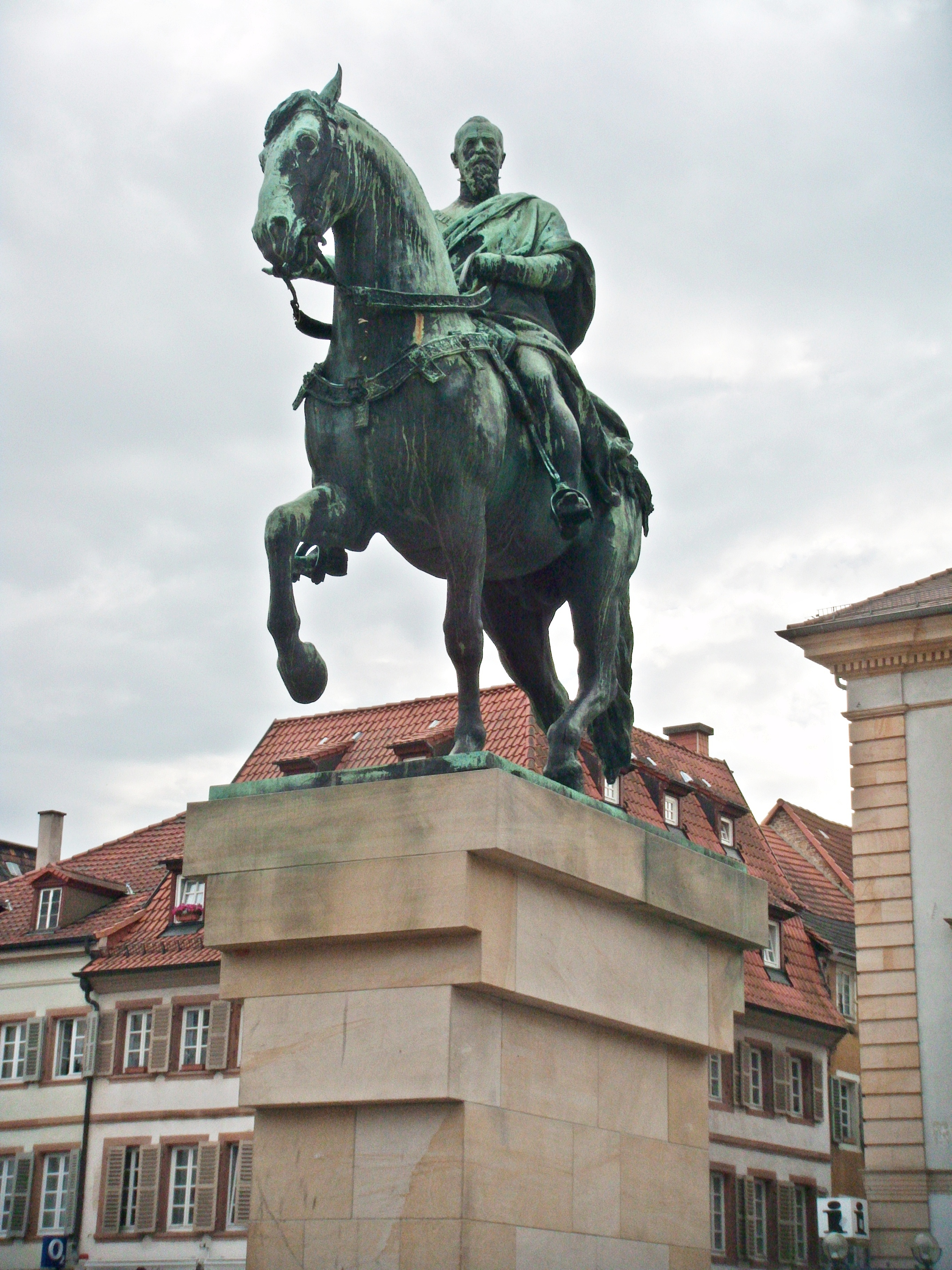
Landau in der Pfalz: Marktplatz, Reiterstatue des Prinzregenten Luitpold von Bayern (1892)
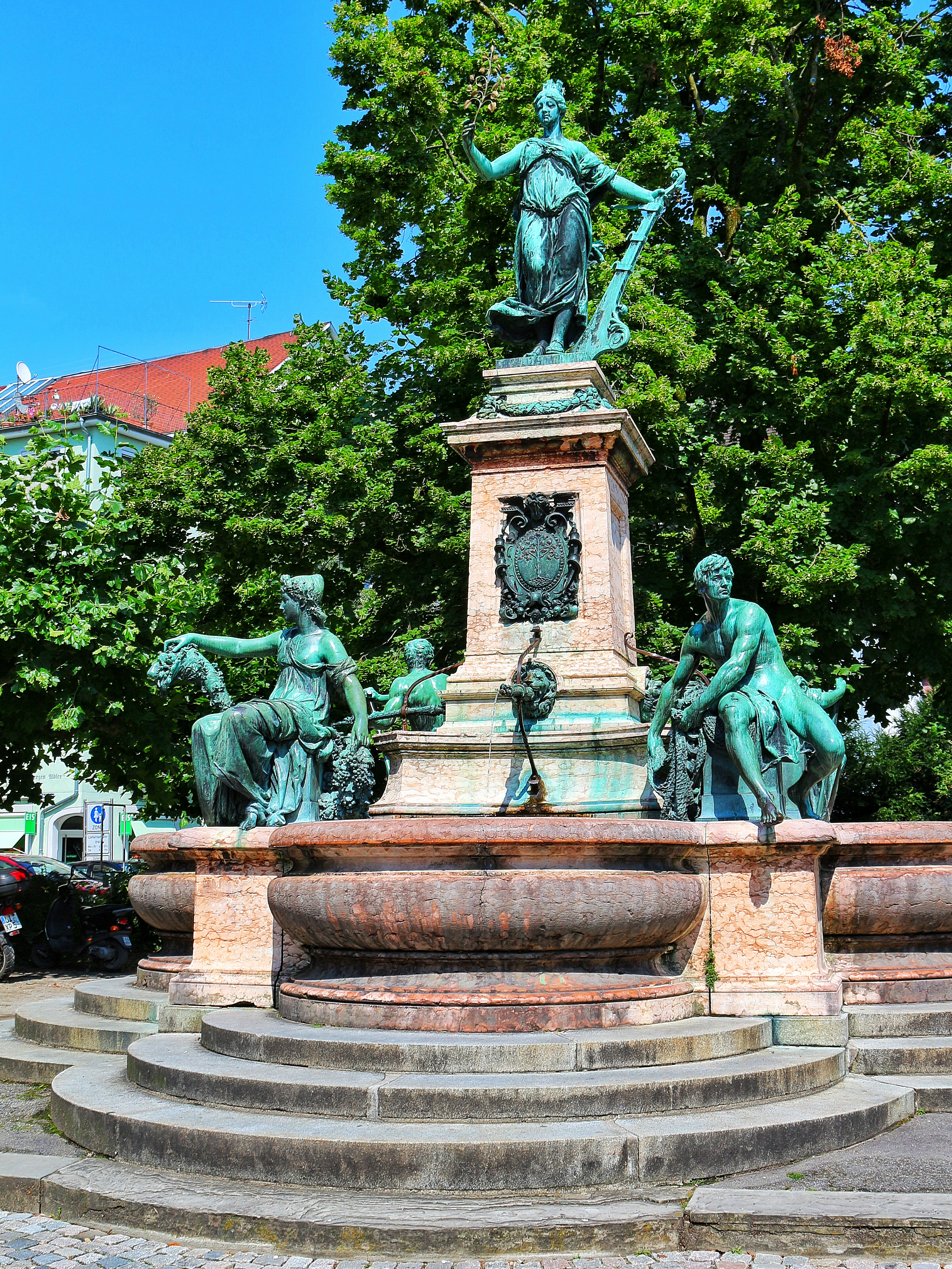
Lindau (Bodensee): Baudenkmal anlässlich des 20. Geburtstags von König Ludwig II. 1884 eingeweiht
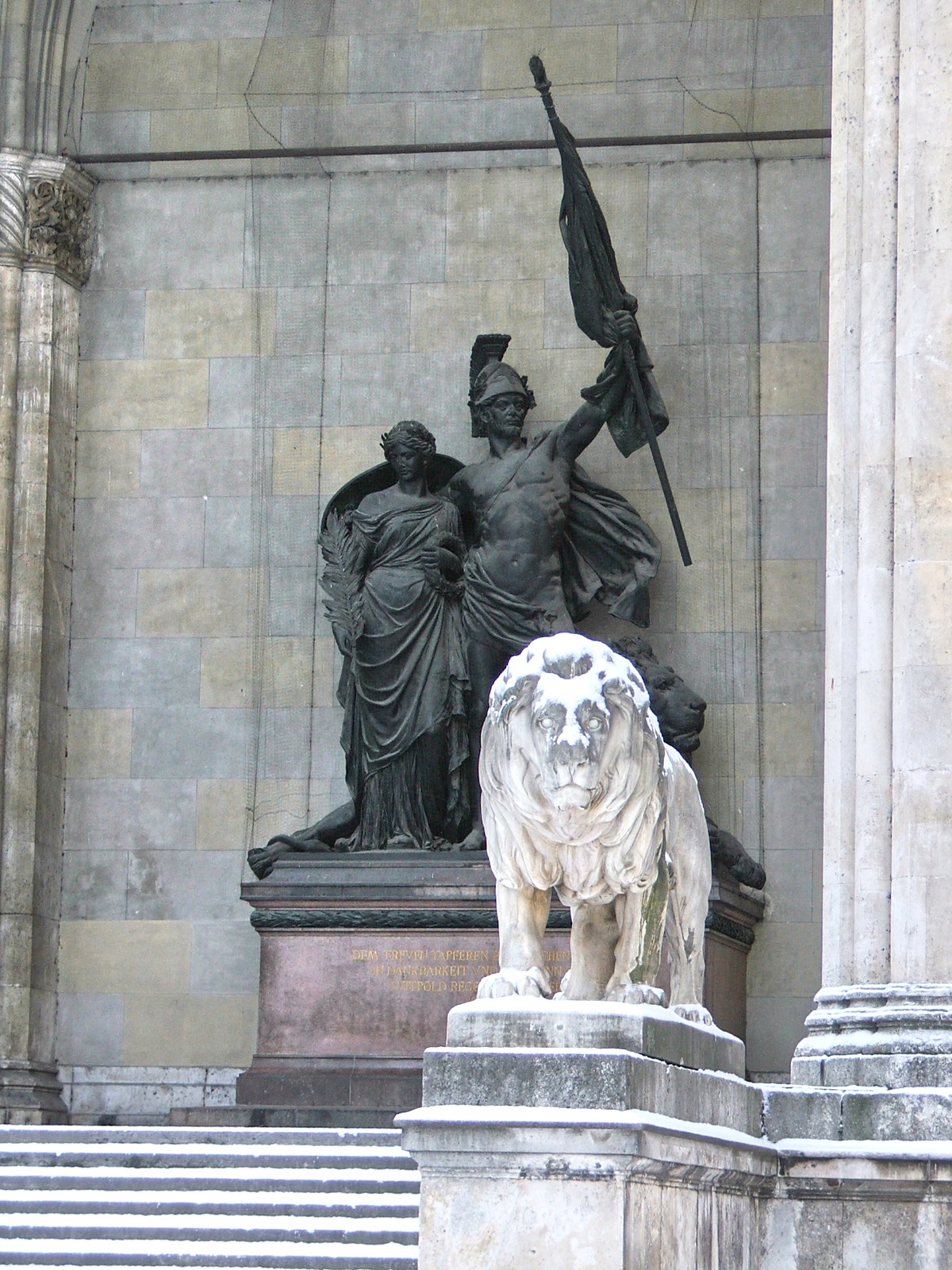
München: Löwe/n vor der Feldherrnhalle (1905)
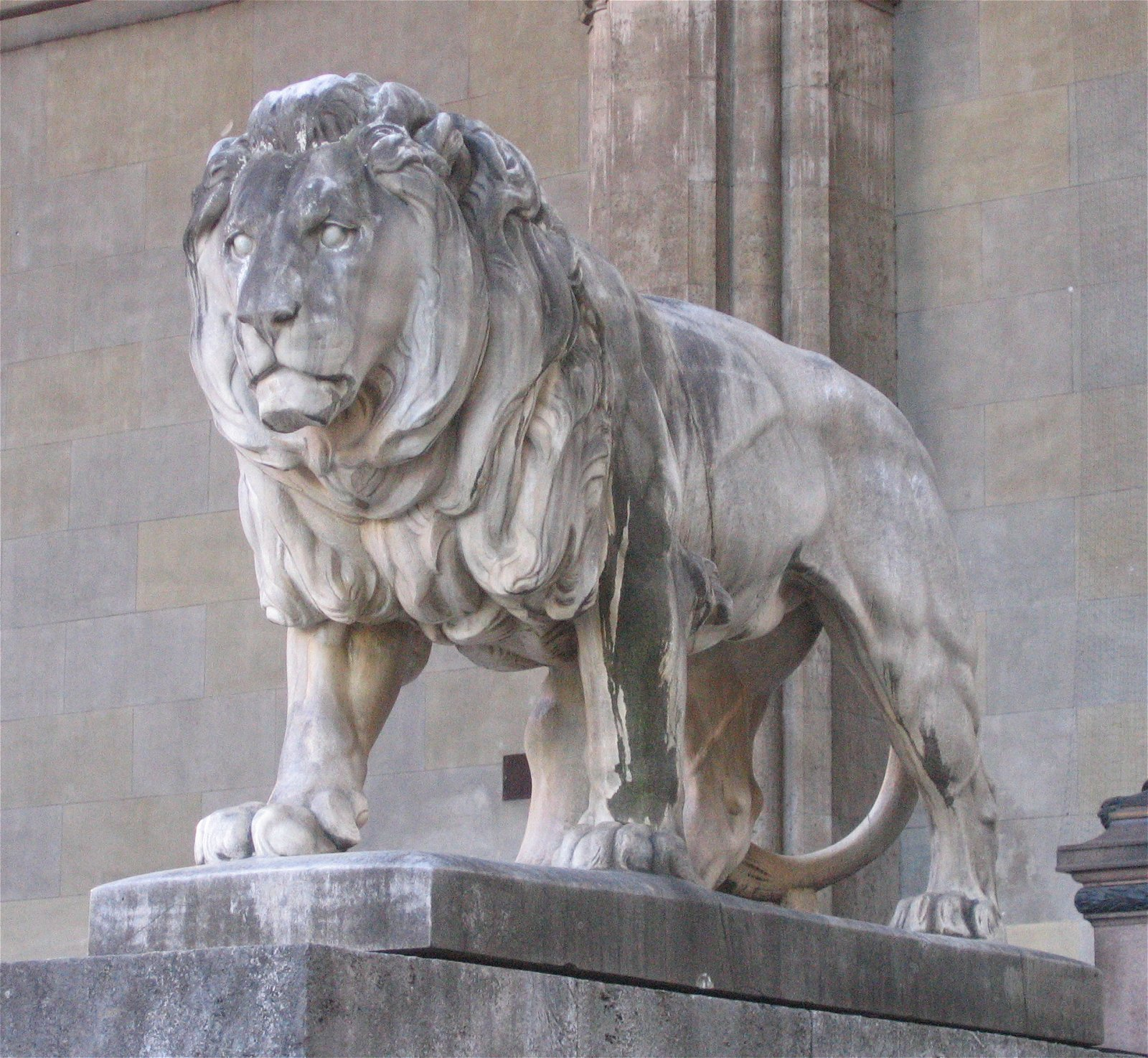
München: Löwe/n vor der Feldherrnhalle (1905)
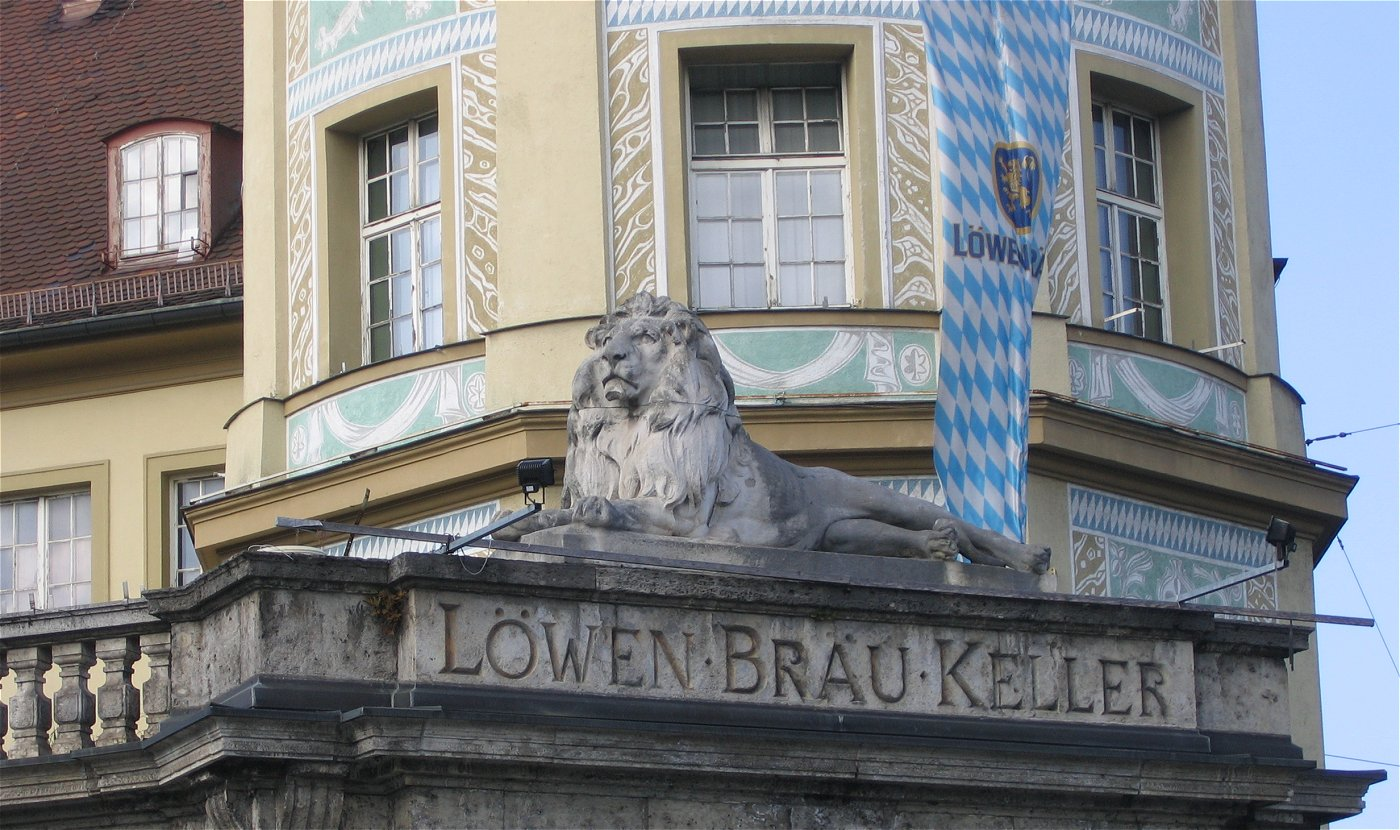
München: Löwe auf der Terrasse des Löwenbräukellers
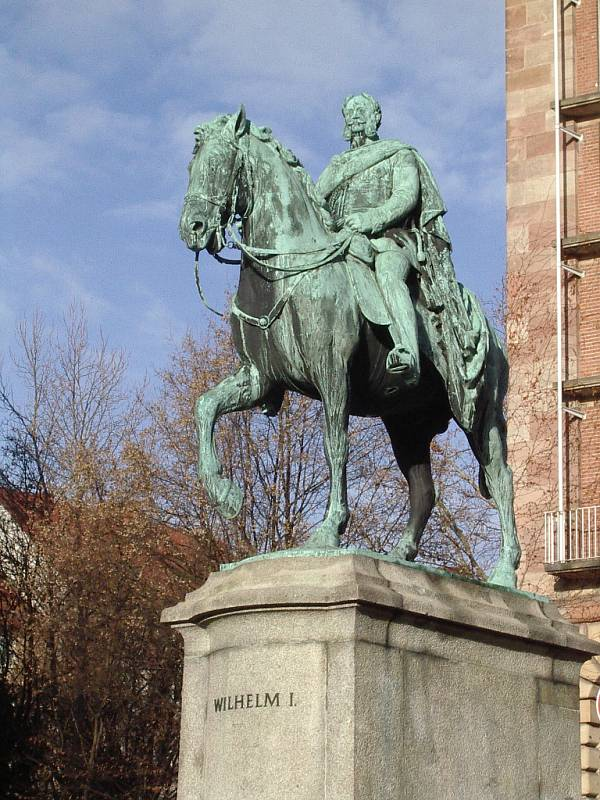
Nürnberg: Kaiser-Wilhelm-Denkmal (1905)
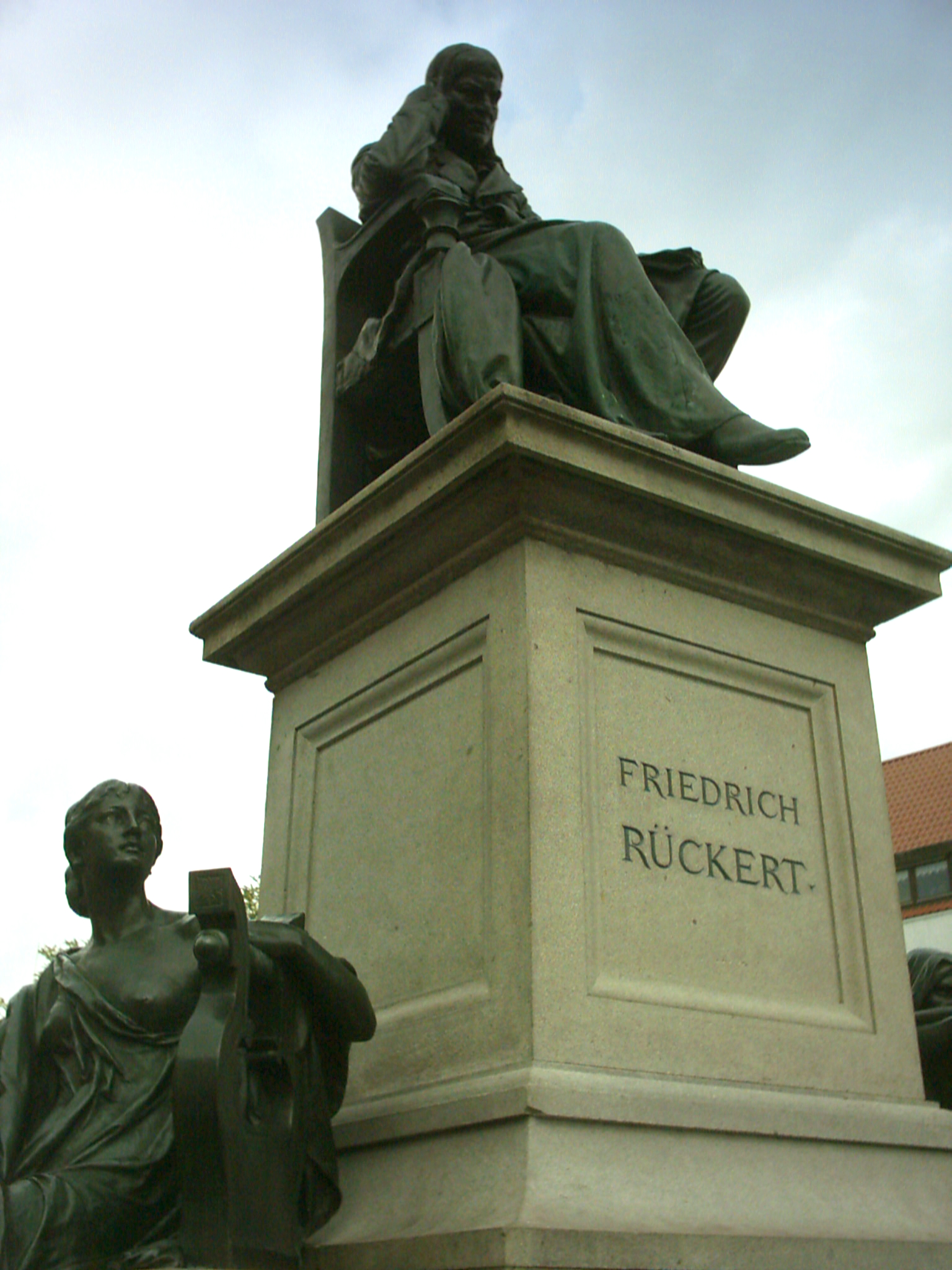
Schweinfurt: Friedrich-Rückert-Denkmal (1890)
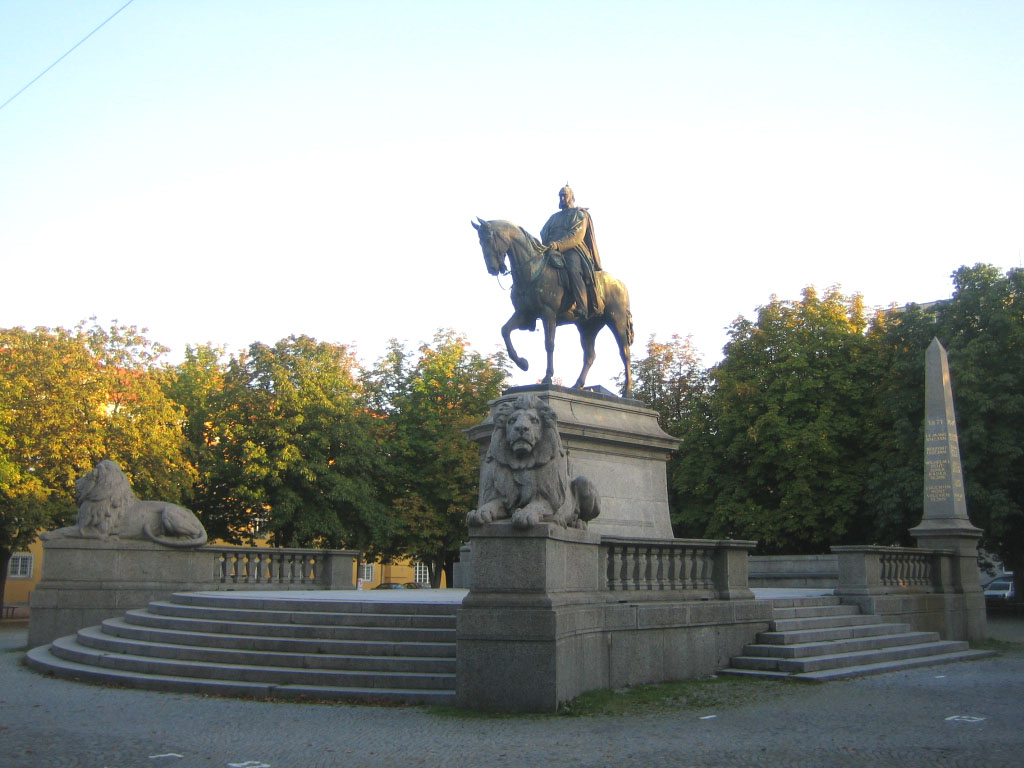
Stuttgart: Kaiser-Wilhelm-Denkmal (1898)
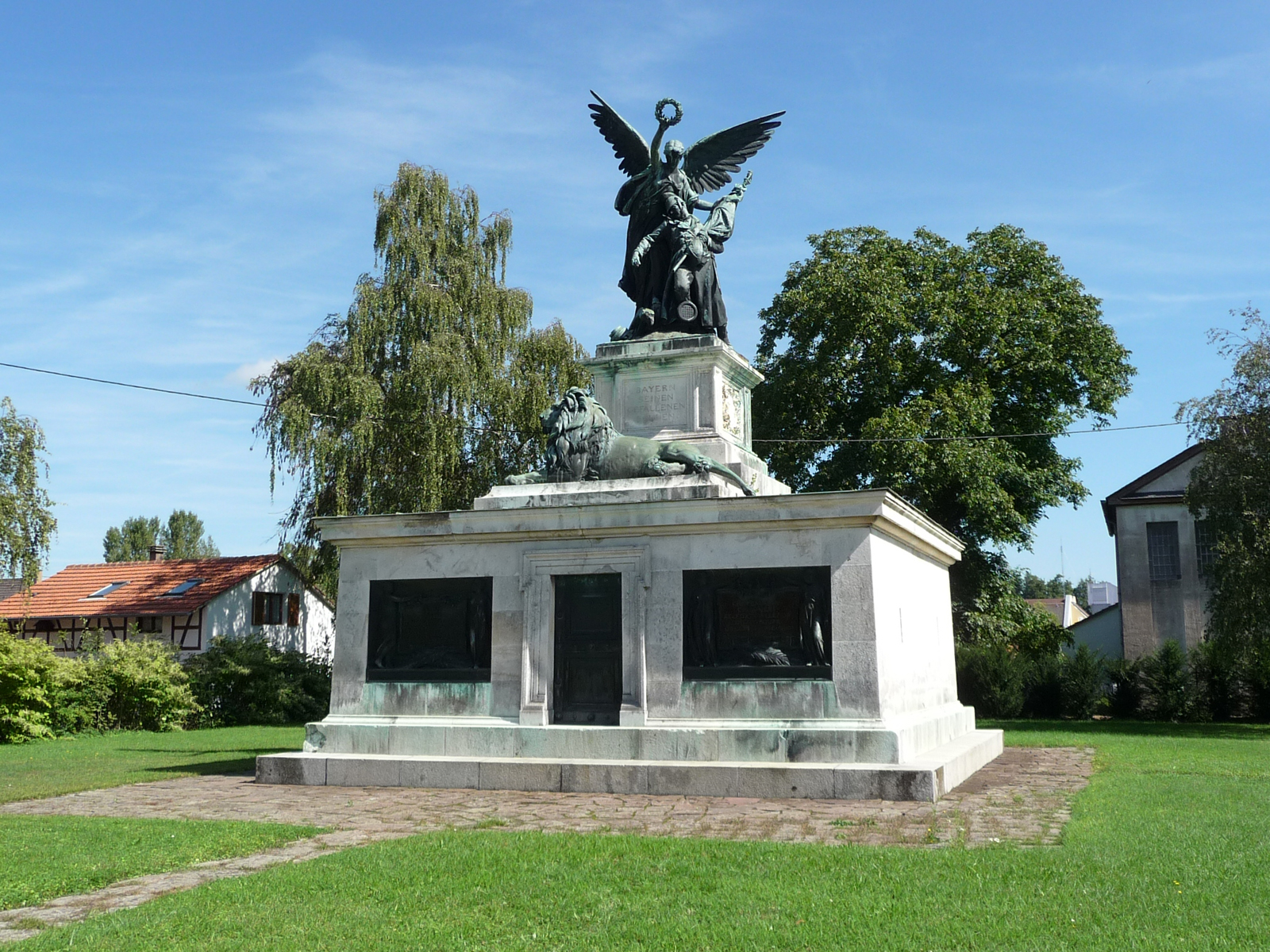
Wœrth (Elsass): Bayerisches Landeskriegerdenkmal (1889)